# Ion Stoica
Ion Stoica (n. 18 octombrie 1960, com. Baia de Fier, județul Gorj) este un politician român, fost membru al Parlamentului României în legislatura 2004-2008. Ion Stoica a fost ales pe listele PRM, a fost deputat independent din ianuarie 2005 iar în februarie 2008 a devenit membru PDL.